# Campionato africano maschile di pallavolo 2021
Il campionato africano maschile di pallavolo 2021 si è svolto dal 7 al 14 settembre 2021 a Kigali, in Ruanda: al torneo hanno partecipato sedici squadre nazionali africane e la vittoria finale è andata per l'undicesima volta, la terza consecutiva, alla Tunisia.

## Impianti
|                                                                   |                                                          |  |
|                                                                   |                                                          |  |
| Kigali Arena Città: Kigali Capienza: 10 000 Anno d'apertura: 2019 | Petit Stade Città: Kigali Capienza: - Anno d'apertura: - |  |

## Regolamento

### Formula
La formula ha previsto: 
- Fase a gironi, disputata con girone all'italiana: le prime due classificate di ogni girone hanno acceduto alla fase finale per il primo posto, mentre le ultime due classificate di ogni girone hanno acceduto alla fase finale per il nono posto.
- Fase finale, disputata con:
  - Fase finale per il primo posto, giocata con quarti di finale, semifinali, finale per il terzo posto e finale. Le quattro eliminate ai quarti di finale hanno acceduto alla fase finale per il quinto posto.
  - Fase finale per il quinto posto, giocata con semifinali, finale per il settimo posto e finale per il quinto posto.
  - Fase finale per il nono posto, giocata con quarti di finale, semifinali, finale per l'undicesimo posto e finale per il nono posto. Le quattro eliminate ai quarti di finale hanno acceduto alla fase finale per il tredicesimo posto.
  - Fase finale per il tredicesimo posto, giocata con semifinali, finale per il quindicesimo posto e finale per il tredicesimo posto.

### Criteri di classifica
Se il risultato finale è stato di 3-0 o 3-1 sono stati assegnati 3 punti alla squadra vincente e 0 a quella sconfitta, se il risultato finale è stato di 3-2 sono stati assegnati 2 punti alla squadra vincente e 1 a quella sconfitta.
L'ordine del posizionamento in classifica è stato definito in base a:
- Numero di partite vinte;
- Punti;
- Ratio dei set vinti/persi;
- Ratio dei punti realizzati/subiti;
- Risultati degli scontri diretti.

## Squadre partecipanti
| Squadra       | Qualificazione                 | Ultima partecipazione |
| ------------- | ------------------------------ | --------------------- |
| Burkina Faso  | Rappresentante zona 3          | Debutto               |
| Burundi       | Rappresentante zona 4          | Tunisia 2019          |
| Camerun       | 2ª al campionato africano 2019 | Tunisia 2019          |
| Egitto        | 4ª al campionato africano 2019 | Tunisia 2019          |
| Etiopia       | Rappresentante zona 5          | Debutto               |
| Guinea        | Rappresentante zona 2          | Tunisia 1967          |
| Kenya         | Rappresentante zona 5          | Egitto 2017           |
| Mali          | Rappresentante zona 2          | Debutto               |
| Marocco       | 5ª al campionato africano 2019 | Tunisia 2019          |
| Niger         | Rappresentante zona 3          | Egitto 2017           |
| Nigeria       | Rappresentante zona 3          | Egitto 2017           |
| RD del Congo  | 6ª al campionato africano 2019 | Tunisia 2019          |
| Ruanda        | Paese organizzatore            | Egitto 2017           |
| Sudan del Sud | Rappresentante zona 5          | Debutto               |
| Tanzania      | Rappresentante zona 5          | Debutto               |
| Tunisia       | 1ª al campionato africano 2019 | Tunisia 2019          |
| Uganda        | Rappresentante zona 5          | Debutto               |

## Torneo

### Fase a gironi
| Girone A     | Girone B      | Girone C     | Girone D |
| ------------ | ------------- | ------------ | -------- |
| Burundi      | Etiopia       | Camerun      | Egitto   |
| Burkina Faso | Nigeria       | Mali         | Kenya    |
| Ruanda       | Sudan del Sud | Niger        | Marocco  |
| Uganda       | Tunisia       | RD del Congo | Tanzania |

#### Girone A

##### Risultati
| 7 settembre 2021 Kigali Arena, Kigali Durata: ? - Spettatori: ?  | Uganda       | 3 - 1 | Burkina Faso | 25-15, 25-18, 26-28, 25-13       |
| 7 settembre 2021 Kigali Arena, Kigali Durata: ? - Spettatori: ?  | Ruanda       | 3 - 0 | Burundi      | 25-15, 25-19, 25-12              |
| 9 settembre 2021 Kigali Arena, Kigali Durata: ? - Spettatori: ?  | Burundi      | 0 - 3 | Uganda       | 18-25, 15-25, 18-25              |
| 9 settembre 2021 Kigali Arena, Kigali Durata: ? - Spettatori: ?  | Burkina Faso | 0 - 3 | Ruanda       | 14-25, 20-25, 16-25              |
| 10 settembre 2021 Petit Stade, Kigali Durata: ? - Spettatori: ?  | Burkina Faso | 1 - 3 | Burundi      | 26-24, 20-25, 21-25, 20-25       |
| 10 settembre 2021 Kigali Arena, Kigali Durata: ? - Spettatori: ? | Ruanda       | 3 - 2 | Uganda       | 25-15, 21-25, 23-25, 25-11, 15-9 |

##### Classifica
| Pos. | Squadra      | Pt | G | V | P | SV | SP | Ratio | PF  | PS  | Ratio |
| ---- | ------------ | -- | - | - | - | -- | -- | ----- | --- | --- | ----- |
| 1.   | Ruanda       | 8  | 3 | 3 | 0 | 9  | 2  | 4,500 | 259 | 181 | 1,430 |
| 2.   | Uganda       | 7  | 3 | 2 | 1 | 8  | 4  | 2,000 | 261 | 234 | 1,115 |
| 3.   | Burundi      | 3  | 3 | 1 | 2 | 3  | 7  | 0,428 | 196 | 237 | 0,827 |
| 4.   | Burkina Faso | 0  | 3 | 0 | 3 | 2  | 9  | 0,222 | 211 | 275 | 0,767 |

      Qualificata ai quarti di finale per il primo posto.
      Qualificata ai quarti di finale per il nono posto.

#### Girone B

##### Risultati
| 7 settembre 2021 Kigali Arena, Kigali Durata: ? - Spettatori: ?  | Sudan del Sud | 2 - 3 | Etiopia       | 25-23, 20-25, 25-20, 21-25, 9-15 |
| 7 settembre 2021 Kigali Arena, Kigali Durata: ? - Spettatori: ?  | Nigeria       | 0 - 3 | Tunisia       | 15-25, 21-25, 18-25              |
| 8 settembre 2021 Kigali Arena, Kigali Durata: ? - Spettatori: ?  | Tunisia       | 3 - 0 | Etiopia       | 25-13, 25-14, 25-16              |
| 8 settembre 2021 Kigali Arena, Kigali Durata: ? - Spettatori: ?  | Nigeria       | 3 - 0 | Sudan del Sud | 25-20, 25-21, 25-19              |
| 10 settembre 2021 Kigali Arena, Kigali Durata: ? - Spettatori: ? | Sudan del Sud | 0 - 3 | Tunisia       | 11-25, 14-25, 12-25              |
| 20 settembre 2021 Kigali Arena, Kigali Durata: ? - Spettatori: ? | Etiopia       | 1 - 3 | Nigeria       | 20-25, 12-25, 34-32, 17-25       |

##### Classifica
| Pos. | Squadra       | Pt | G | V | P | SV | SP | Ratio | PF  | PS  | Ratio |
| ---- | ------------- | -- | - | - | - | -- | -- | ----- | --- | --- | ----- |
| 1.   | Tunisia       | 9  | 3 | 3 | 0 | 9  | 0  | MAX   | 225 | 134 | 1,679 |
| 2.   | Nigeria       | 6  | 3 | 2 | 1 | 6  | 4  | 1,500 | 236 | 218 | 1,082 |
| 3.   | Etiopia       | 2  | 3 | 1 | 2 | 4  | 8  | 0,500 | 234 | 282 | 0,829 |
| 4.   | Sudan del Sud | 1  | 3 | 0 | 3 | 2  | 9  | 0,222 | 197 | 258 | 0,763 |

      Qualificata ai quarti di finale per il primo posto.
      Qualificata ai quarti di finale per il nono posto.

#### Girone C

##### Risultati
| 7 settembre 2021 Kigali Arena, Kigali Durata: ? - Spettatori: ? | Camerun      | 3 - 1 | RD del Congo | 25-19, 22-25, 25-15, 25-17        |
| 7 settembre 2021 Kigali Arena, Kigali Durata: ? - Spettatori: ? | Mali         | 3 - 2 | Niger        | 25-20, 31-33, 26-24, 15-12        |
| 8 settembre 2021 Kigali Arena, Kigali Durata: ? - Spettatori: ? | Niger        | 2 - 3 | RD del Congo | 26-28, 23-25, 25-21, 25-21, 11-15 |
| 8 settembre 2021 Kigali Arena, Kigali Durata: ? - Spettatori: ? | Mali         | 0 - 3 | Camerun      | 15-25, 17-25, 9-25                |
| 9 settembre 2021 Kigali Arena, Kigali Durata: ? - Spettatori: ? | RD del Congo | 3 - 0 | Mali         | 25-17, 25-18, 25-21               |
| 9 settembre 2021 Kigali Arena, Kigali Durata: ? - Spettatori: ? | Camerun      | 3 - 0 | Nigeria      | 25-17, 25-12, 25-20               |

##### Classifica
| Pos. | Squadra      | Pt | G | V | P | SV | SP | Ratio | PF  | PS  | Ratio |
| ---- | ------------ | -- | - | - | - | -- | -- | ----- | --- | --- | ----- |
| 1.   | Camerun      | 9  | 3 | 3 | 0 | 9  | 1  | 9,000 | 247 | 166 | 1,487 |
| 2.   | RD del Congo | 5  | 3 | 2 | 1 | 7  | 5  | 1,400 | 261 | 263 | 0,992 |
| 3.   | Mali         | 2  | 3 | 1 | 2 | 3  | 8  | 0,375 | 215 | 264 | 0,814 |
| 4.   | Niger        | 2  | 3 | 0 | 3 | 4  | 9  | 0,444 | 273 | 303 | 0,900 |

      Qualificata ai quarti di finale per il primo posto.
      Qualificata ai quarti di finale per il nono posto.

#### Girone D

##### Risultati
| 8 settembre 2021 Kigali Arena, Kigali Durata: ? - Spettatori: ?  | Marocco | 3 - 0 | Tanzania | 25-0, 25-0, 25-0                  |
| 8 settembre 2021 Kigali Arena, Kigali Durata: ? - Spettatori: ?  | Kenya   | 3 - 2 | Egitto   | 19-25, 25-22, 25-20, 18-25, 15-12 |
| 9 settembre 2021 Kigali Arena, Kigali Durata: ? - Spettatori: ?  | Egitto  | 3 - 0 | Tanzania | 25-0, 25-0, 25-0                  |
| 9 settembre 2021 Kigali Arena, Kigali Durata: ? - Spettatori: ?  | Marocco | 3 - 1 | Kenya    | 19-25, 25-22, 25-17, 25-21        |
| 10 settembre 2021 Kigali Arena, Kigali Durata: ? - Spettatori: ? | Kenya   | 3 - 0 | Tanzania | 25-0, 25-0, 25-0                  |
| 10 settembre 2021 Kigali Arena, Kigali Durata: ? - Spettatori: ? | Egitto  | 3 - 1 | Marocco  | 25-21, 22-25, 25-18, 25-19        |

##### Classifica
| Pos. | Squadra  | Pt | G | V | P | SV | SP | Ratio | PF  | PS  | Ratio |
| ---- | -------- | -- | - | - | - | -- | -- | ----- | --- | --- | ----- |
| 1.   | Egitto   | 7  | 3 | 2 | 1 | 8  | 4  | 2,000 | 276 | 185 | 1,491 |
| 2.   | Marocco  | 6  | 3 | 2 | 1 | 7  | 4  | 1,750 | 252 | 182 | 1,384 |
| 3.   | Kenya    | 5  | 3 | 2 | 1 | 7  | 5  | 1,400 | 262 | 198 | 1,323 |
| 4.   | Tanzania | 0  | 3 | 0 | 3 | 0  | 9  | 0,999 | 0   | 225 | 0,000 |

      Qualificata ai quarti di finale per il primo posto.
      Qualificata ai quarti di finale per il nono posto.

### Fase finale

#### Finali 1º e 3º posto
|  | Quarti di finale | Quarti di finale | Quarti di finale |  |    | Semifinali | Semifinali | Semifinali |                 |                 | Finale          | Finale  | Finale |
|  |                  |                  |                  |  |    |            |            |            |                 |                 |                 |         |        |
|  | 1A               | Ruanda           | 0                |  |    |            |            |            |                 |                 |                 |         |        |
|  | 1A               | Ruanda           | 0                |  |    |            |            |            |                 |                 |                 |         |        |
|  | 2D               | Marocco          | 3                |  |    |            |            |            |                 |                 |                 |         |        |
|  | 2D               | Marocco          | 3                |  | 2D | Marocco    | 2          |            |                 |                 |                 |         |        |
|  |                  |                  |                  |  | 2D | Marocco    | 2          |            |                 |                 |                 |         |        |
|  |                  |                  |                  |  |    | 1C         | Camerun    | 3          |                 |                 |                 |         |        |
|  | 1C               | Camerun          | 3                |  |    | 1C         | Camerun    | 3          |                 |                 |                 |         |        |
|  | 1C               | Camerun          | 3                |  |    |            |            |            |                 |                 |                 |         |        |
|  | 2B               | Nigeria          | 1                |  |    |            |            |            |                 |                 |                 |         |        |
|  | 2B               | Nigeria          | 1                |  |    |            |            |            |                 | 1C              | Camerun         | 1       |        |
|  |                  |                  |                  |  |    |            |            |            |                 | 1C              | Camerun         | 1       |        |
|  |                  |                  |                  |  |    |            |            |            |                 |                 | 1B              | Tunisia | 3      |
|  | 1D               | Egitto           | 3                |  |    |            |            |            |                 |                 | 1B              | Tunisia | 3      |
|  | 1D               | Egitto           | 3                |  |    |            |            |            |                 |                 |                 |         |        |
|  | 2A               | Uganda           | 1                |  |    |            |            |            |                 |                 |                 |         |        |
|  | 2A               | Uganda           | 1                |  | 1D | Egitto     | 1          |            | Finale 3° posto | Finale 3° posto | Finale 3° posto |         |        |
|  |                  |                  |                  |  | 1D | Egitto     | 1          |            |                 |                 |                 |         |        |
|  |                  |                  |                  |  |    | 1B         | Tunisia    | 3          |                 |                 | 2D              | Marocco | 1      |
|  | 1B               | Tunisia          | 3                |  |    |            | Tunisia    | 3          |                 |                 | 2D              | Marocco | 1      |
|  | 1B               | Tunisia          | 3                |  |    |            |            |            |                 | 1D              | Egitto          | 3       |        |
|  | 2C               | RD del Congo     | 0                |  |    |            |            |            |                 |                 | Egitto          | 3       |        |
|  | 2C               | RD del Congo     | 0                |  |    |            |            |            |                 |                 |                 |         |        |

##### Quarti di finale
| 11 settembre 2021 Kigali Arena, Kigali Durata: ? - Spettatori: ? | Camerun | 3 - 1 | Nigeria      | 25-19, 25-27, 25-19, 25-20 |
| 11 settembre 2021 Kigali Arena, Kigali Durata: ? - Spettatori: ? | Tunisia | 3 - 0 | RD del Congo | 25-22, 25-17, 25-21        |
| 11 settembre 2021 Kigali Arena, Kigali Durata: ? - Spettatori: ? | Egitto  | 3 - 1 | Uganda       | 28-30, 25-18, 25-16, 25-21 |
| 11 settembre 2021 Kigali Arena, Kigali Durata: ? - Spettatori: ? | Ruanda  | 0 - 3 | Marocco      | 17-25, 23-25, 17-25        |

##### Semifinali
| 13 settembre 2021 Kigali Arena, Kigali Durata: ? - Spettatori: ? | Marocco | 2 - 3 | Camerun | 25-15, 22-25, 25-21, 17-25, 13-15 |
| 13 settembre 2021 Kigali Arena, Kigali Durata: ? - Spettatori: ? | Egitto  | 1 - 3 | Tunisia | 19-25, 25-16, 14-25, 21-25        |

##### Finale 3º posto
| 14 settembre 2021 Kigali Arena, Kigali Durata: ? - Spettatori: ? | Marocco | 1 - 3 | Egitto | 25-23, 26-28, 21-25, 18-25 |

##### Finale
| 14 settembre 2021 Kigali Arena, Kigali Durata: ? - Spettatori: ? | Camerun | 1 - 3 | Tunisia | 25-16, 21-25, 21-25, 16-25 |

#### Finali 5º e 7º posto
|  | Semifinali | Semifinali   | Semifinali |                 |    | Finale 5º posto | Finale 5º posto | Finale 5º posto |
|  |            |              |            |                 |    |                 |                 |                 |
|  | 1A         | Ruanda       | 3          |                 |    |                 |                 |                 |
|  | 1A         | Ruanda       | 3          |                 |    |                 |                 |                 |
|  | 2B         | Nigeria      | 0          |                 |    |                 |                 |                 |
|  | 2B         | Nigeria      | 0          |                 | 1A | Ruanda          | 1               |                 |
|  |            |              |            |                 | 1A | Ruanda          | 1               |                 |
|  |            |              |            |                 |    | 2A              | Uganda          | 3               |
|  | 2A         | Uganda       | 3          |                 |    | 2A              | Uganda          | 3               |
|  | 2A         | Uganda       | 3          |                 |    |                 |                 |                 |
|  | 2C         | RD del Congo | 1          |                 |    |                 |                 |                 |
|  | 2C         | RD del Congo | 1          | Finale 7º posto |    |                 |                 |                 |
|  |            |              |            |                 |    |                 |                 |                 |
|  |            |              |            |                 |    | 2B              | Nigeria         | 3               |
|  |            |              |            |                 |    | 2B              | Nigeria         | 3               |
|  |            |              |            |                 |    | 2C              | RD del Congo    | 0               |

##### Semifinali
| 13 settembre 2021 Petit Stade, Kigali Durata: ? - Spettatori: ? | Uganda | 3 - 1 | RD del Congo | 23-25, 25-21, 25-23, 25-19 |
| 13 settembre 2021 Petit Stade, Kigali Durata: ? - Spettatori: ? | Ruanda | 3 - 0 | Nigeria      | 25-17, 25-22, 25-17        |

##### Finale 7º posto
| 14 settembre 2021 Kigali Arena, Kigali Durata: ? - Spettatori: ? | Nigeria | 3 - 0 | RD del Congo | 25-10, 25-20, 25-22 |

##### Finale 5º posto
| 14 settembre 2021 Kigali Arena, Kigali Durata: ? - Spettatori: ? | Ruanda | 1 - 3 | Uganda | 25-21, 23-25, 20-25, 13-25 |

#### Finali 9º e 11º posto
|  | Quarti di finale | Quarti di finale | Quarti di finale |  |    | Semifinali | Semifinali | Semifinali |                  |                  | Finale 9º posto  | Finale 9º posto | Finale 9º posto |
|  |                  |                  |                  |  |    |            |            |            |                  |                  |                  |                 |                 |
|  | 3A               | Burundi          | 3                |  |    |            |            |            |                  |                  |                  |                 |                 |
|  | 3A               | Burundi          | 3                |  |    |            |            |            |                  |                  |                  |                 |                 |
|  | 4D               | Tanzania         | 0                |  |    |            |            |            |                  |                  |                  |                 |                 |
|  | 4D               | Tanzania         | 0                |  | 3A | Burundi    | 1          |            |                  |                  |                  |                 |                 |
|  |                  |                  |                  |  | 3A | Burundi    | 1          |            |                  |                  |                  |                 |                 |
|  |                  |                  |                  |  |    | 3C         | Mali       | 3          |                  |                  |                  |                 |                 |
|  | 3C               | Mali             | 3                |  |    | 3C         | Mali       | 3          |                  |                  |                  |                 |                 |
|  | 3C               | Mali             | 3                |  |    |            |            |            |                  |                  |                  |                 |                 |
|  | 4B               | Sudan del Sud    | 2                |  |    |            |            |            |                  |                  |                  |                 |                 |
|  | 4B               | Sudan del Sud    | 2                |  |    |            |            |            |                  | 3C               | Mali             | 0               |                 |
|  |                  |                  |                  |  |    |            |            |            |                  | 3C               | Mali             | 0               |                 |
|  |                  |                  |                  |  |    |            |            |            |                  |                  | 3D               | Kenya           | 3               |
|  | 3D               | Kenya            | 3                |  |    |            |            |            |                  |                  | 3D               | Kenya           | 3               |
|  | 3D               | Kenya            | 3                |  |    |            |            |            |                  |                  |                  |                 |                 |
|  | 4A               | Burkina Faso     | 0                |  |    |            |            |            |                  |                  |                  |                 |                 |
|  | 4A               | Burkina Faso     | 0                |  | 3D | Kenya      | 3          |            | Finale 11º posto | Finale 11º posto | Finale 11º posto |                 |                 |
|  |                  |                  |                  |  | 3D | Kenya      | 3          |            |                  |                  |                  |                 |                 |
|  |                  |                  |                  |  |    | 4C         | Niger      | 1          |                  |                  | 3A               | Burundi         | 3               |
|  | 3B               | Etiopia          | 1                |  |    |            | Niger      | 1          |                  |                  | 3A               | Burundi         | 3               |
|  | 3B               | Etiopia          | 1                |  |    |            |            |            |                  | 4C               | Niger            | 1               |                 |
|  | 4C               | Niger            | 3                |  |    |            |            |            |                  |                  | Niger            | 1               |                 |
|  | 4C               | Niger            | 3                |  |    |            |            |            |                  |                  |                  |                 |                 |

##### Quarti di finale
| 11 settembre 2021 Petit Stade, Kigali Durata: ? - Spettatori: ? | Burundi | 3 - 0 | Tanzania      | 25-0, 25-0, 25-0                  |
| 11 settembre 2021 Petit Stade, Kigali Durata: ? - Spettatori: ? | Kenya   | 3 - 0 | Burkina Faso  | 25-22, 25-13, 25-21               |
| 11 settembre 2021 Petit Stade, Kigali Durata: ? - Spettatori: ? | Etiopia | 1 - 3 | Niger         | 23-25, 25-18, 20-25, 19-25        |
| 11 settembre 2021 Petit Stade, Kigali Durata: ? - Spettatori: ? | Mali    | 3 - 2 | Sudan del Sud | 22-25, 25-22, 22-25, 25-19, 15-10 |

##### Semifinali
| 13 settembre 2021 Kigali Arena, Kigali Durata: ? - Spettatori: ? | Burundi | 1 - 3 | Mali  | 18-25, 21-25, 25-16, 16-25 |
| 13 settembre 2021 Kigali Arena, Kigali Durata: ? - Spettatori: ? | Kenya   | 3 - 1 | Niger | 25-15, 24-26, 25-12, 25-18 |

##### Finale 11º posto
| settembre 2021 Petit Stade, Kigali Durata: ? - Spettatori: ? | Burundi | 3 - 1 | Niger | 15-25, 25-23, 25-22, 25-21 |

##### Finale 9º posto
| settembre 2021 Petit Stade, Kigali Durata: ? - Spettatori: ? | Mali | 0 - 3 | Kenya | 21-25, 21-25, 16-25 |

#### Finali 13º e 15º posto
|  | Semifinali | Semifinali    | Semifinali |                  |    | Finale 13º posto | Finale 13º posto | Finale 13º posto |
|  |            |               |            |                  |    |                  |                  |                  |
|  | 4D         | Tanzania      | 0          |                  |    |                  |                  |                  |
|  | 4D         | Tanzania      | 0          |                  |    |                  |                  |                  |
|  | 4B         | Sudan del Sud | 3          |                  |    |                  |                  |                  |
|  | 4B         | Sudan del Sud | 3          |                  | 4B | Sudan del Sud    | 2                |                  |
|  |            |               |            |                  | 4B | Sudan del Sud    | 2                |                  |
|  |            |               |            |                  |    | 4A               | Burkina Faso     | 3                |
|  | 4A         | Burkina Faso  | 3          |                  |    | 4A               | Burkina Faso     | 3                |
|  | 4A         | Burkina Faso  | 3          |                  |    |                  |                  |                  |
|  | 3B         | Etiopia       | 1          |                  |    |                  |                  |                  |
|  | 3B         | Etiopia       | 1          | Finale 15º posto |    |                  |                  |                  |
|  |            |               |            |                  |    |                  |                  |                  |
|  |            |               |            |                  |    | 4D               | Tanzania         | 0                |
|  |            |               |            |                  |    | 4D               | Tanzania         | 0                |
|  |            |               |            |                  |    | 3B               | Etiopia          | 3                |

##### Semifinali
| 13 settembre 2021 Petit Stade, Kigali Durata: ? - Spettatori: ? | Tanzania     | 0 - 3 | Sudan del Sud | 0-25, 0-25, 0-25           |
| 13 settembre 2021 Petit Stade, Kigali Durata: ? - Spettatori: ? | Burkina Faso | 3 - 1 | Etiopia       | 25-19, 25-18, 25-27, 25-21 |

##### Finale 15º posto
| 14 settembre 2021 Petit Stade, Kigali Durata: ? - Spettatori: ? | Tanzania | 0 - 3 | Etiopia | 0-25, 0-25, 0-25 |

##### Finale 13º posto
| 14 settembre 2021 Petit Stade, Kigali Durata: ? - Spettatori: ? | Sudan del Sud | 2 - 3 | Burkina Faso | 25-22, 25-23, 19-25, 24-26, 9-15 |

## Classifica finale
| Pos | Squadra       | Rosa |
| --- | ------------- | --- |
|     | Tunisia       | Formazione: Kassis, Kadhi, Ben Slimene, Miladi, Karamosli, Agrebi, Nagga, Moalla, Ben Cheikh, Mbareki, Ben Tara, Ayech, Bongui, Hmissi, CT: Giacobbe |
|     | Camerun       | |
|     | Egitto        | |
| 4.  | Marocco       | |
| 5.  | Uganda        | |
| 6.  | Ruanda        | |
| 7.  | Nigeria       | |
| 8.  | RD del Congo  | |
| 9.  | Kenya         | |
| 10. | Mali          | |
| 11. | Burundi       | |
| 12. | Niger         | |
| 13. | Burkina Faso  | |
| 14. | Sudan del Sud | |
| 15. | Etiopia       | |
| 16. | Tanzania      | |

|  |  | Qualificata al campionato mondiale 2022 |

## Premi individuali
| Premio                | Nome                | Squadra |
| --------------------- | ------------------- | ------- |
| MVP                   | Mohamed Al Hachdadi | Marocco |
| Miglior attaccante    | Wassim Ben Tara     | Tunisia |
| Miglior muro          | Christian Mbativou  | Camerun |
| Miglior servizio      | Yvan Kody           | Camerun |
| Miglior palleggiatore | Khaled Ben Slimene  | Tunisia |
| Miglior ricevitore    | Zouheir El Graoui   | Marocco |
| Miglior libero        | Mohamed Reda        | Egitto  |